# 2024年蔡英文訪問歐洲
2024年（民國113年）10月12日至19日，前任中華民國總統蔡英文訪問欧洲，出訪捷克、法国和比利时三國，是繼2000年李登輝訪英之後第二位訪問西欧的中華民國卸任元首，也是訪問法國和欧洲联盟總部的第一人。
此趟行程雖非正式官方訪問，但與過去卸任元首出訪純屬私人行程不同，仍具有相當的官方色彩；除有現任官員陪同外，外交部亦特地發佈新聞稿說明。

## 背景

### 台歐關係
蔡英文擔任總統期間，臺灣與歐盟及許多欧洲國家之間的關係大幅提升，除了臺灣在歐洲的能見度急速上升之外，蔡英文本人在歐洲政界的知名度也迅速累積。蔡英文在總統任內即曾接見訪台的捷克參議院議長韋德齊、眾議院議長艾達莫娃以及一干歐洲議會議員，更曾與甫當選捷克总统的彼得·帕維爾通電話，帕維爾並表示期待未來能與蔡英文在捷克會面。
礙於臺灣特殊的國際地位，現任中華民國總統基於現實情勢難以出訪邦交國以外的國家，因此蔡英文在2011年以民主進步黨主席的身份訪問英国、德国等國後，至2024年其卸任總統之前皆未曾再造訪歐洲。

### 決定出訪
根據國內媒體報導，蔡英文自卸任總統後便獲得許多外國智庫邀請，原先她預計於2024年中出訪，但與現任的賴清德政府討論過後，決定於10月出訪。蔡英文辦公室隨後證實相關報導，稱在「公元兩千論壇」的邀請下，蔡英文將於12日時抵達捷克首都布拉格出席該論壇並發表演說。
2024年10月7日，中華民國總統府釋出蔡英文前往總統官邸拜訪總統賴清德的影片，並表示賴總統全力支持蔡前總統的出訪行程，此舉被解讀為賴政府有意藉助蔡英文個人的國際聲望拓展與歐洲的外交關係。而賴政府也派出蔡英文擔任總統時的重要幕僚、現任國家安全會議諮詢委員黃重諺隨行。
由於擔憂北京的外交打壓，原先蔡英文辦公室僅證實將前往捷克，媒體則稱蔡英文在結束捷克的行程後將前往另外兩個歐洲國家。10月10日，《POLITICO》率先披露另外兩個國家是法国和歐盟總部所在的比利时，並與歐洲議會議員會面。

### 插曲
出訪前夕，《衛報》揭露蔡英文此行原先預計出訪英国，但被英國外交部以避免影響外交大臣訪問中國為由建議延後拜訪。蔡英文辦公室則稱將在適當時機去訪。
出訪期間，《POLITICO》再次披露蔡英文將在訪歐結束後幾週內訪問美国，預計在美國大選之後，蔡英文辦公室則對該報導未予以回應。

## 過程

### 前置作業
10月10日，由國安局特勤中心、外交部等單位組成的先遣小組抵達歐洲，與訪問國安全人員進行聯合會勘。

### 捷克（12日-15日）
臺灣時間10月12日晚間，蔡英文一行自桃園國際機場搭乘中華航空CI67航班啟航，並於隔日抵達捷克。
蔡英文於13日晚間出席「公元兩千論壇」的開幕儀式，並發表為題「民主團結戰勝威權挑戰」的專題演說傳達臺灣堅持民主的態度；期間與捷克总统彼得·帕維爾、參議院議長韋德齊以及眾議院議長艾達莫娃等人會晤寒暄，也到首任捷克總統、論壇創辦人瓦茨拉夫·哈维尔的墓前獻花致意。蔡英文隨後與捷克國會參、眾兩院議員餐敘，眾議院特別懸掛出中華民國國旗以表歡迎；蔡英文也前往探視台灣留學生。
10月14日，蔡英文應邀前往捷克最高學府查理大学座談，結束後於布拉格市區參訪查理大桥等知名景點，接著離開捷克前往法国。

### 法國（15日-17日）
10月15日，蔡英文一行抵達巴黎，前往參觀羅浮宫。隔日參訪巴黎-薩克雷大學後，受邀前往法國參議院，與法國國會兩院友台小組國會議員餐敘，並前往探視旅居在法的台灣僑民，成為第一位造訪法國的卸任總統。

### 比利時（17日-19日）
10月17日，蔡英文一行抵達布鲁塞尔，受邀進入欧洲议会大樓內與逾50名歐洲議會議員共襄盛舉沙龍歡迎酒會，並由意大利籍的副議長皮娜·皮齊耶諾親自迎接，創下首位中華民國卸任總統進入歐盟總部的紀錄。
10月18日，蔡英文前往魯汶區一間臺灣人夫婦開設的珍珠奶茶店舖閒話家常。

### 結束返國
蔡英文一行歐洲時間19日結束行程搭乘華航CI74班機離境，於臺灣時間20日清晨返抵國門。中華民國外交部隨即發佈新聞稿，強調此行深化台歐關係。

## 禮遇
由於此次出訪的三個國家皆未與臺灣建交，因此根據其各自的「一中政策」給予蔡英文的待遇也不盡相同。其中，近年與臺灣互動良好的捷克，鑒於3月時任副總統當選人蕭美琴訪捷時傳出遭到中國大使館人員跟監尾隨的情事，因此捷克政府主動提供人身安全保護，訪問期間可看見捷方安全人員貼身保護，並有警車開道禮遇；而法国和比利时則將此次行程定調為「私人行程」，並未提供安全保護和外交禮遇，僅由臺灣方面隨行的國安隨扈與當地聘請的民間保全進行維安。

## 各方反應

### 台湾
執政的賴清德政府及民主進步黨立法委員對次出訪皆表達全力支持，在野黨則未特別表示意見。
期間網路上曾流傳「前總統馬英九卸任後遭到出境管制數年，但蔡英文卻在卸任後數月即可出國」的流言，但經台灣事實查核中心查證後確認並非事實。

### 中国大陆
針對蔡英文此行，中共中央台湾工作办公室發言人朱凤莲表示，敦促有關國家恪守「一個中國原則」，慎重處理臺灣問題，不向「台獨」分裂勢力發出錯誤信號，不為其散布「台獨」分裂謬論提供任何平台。
而此趟訪問適逢中国人民解放军东部战区於10月14日舉行「联合利剑－2024B」圍島軍事演習，雖然主要被認為係針對賴清德總統的國慶文告，但亦有認為與此次出訪有關。

### 法国
法國政府並未針對蔡英文此行評論，但對於中國軍隊在台灣海峽軍演表達反對。設宴接待蔡英文的前參議院副議長阿蘭·李察則表示國會議員們皆非常尊敬蔡英文，並稱會面非常愉悅。

### 欧盟
欧洲议会負責主持歡迎會的斯洛伐克籍議員米里亚姆·莱克斯曼受訪時表示，蔡英文的到訪最大意義是表明歐洲不能讓中国共产党濫用「一中政策」，阻撓歐盟發展自己與臺灣的合作。

## 後續影響
欧洲议会在蔡英文訪問行程結束後，24日甫開議時即以壓倒性票數通過「反對中华人民共和国扭曲聯大第2758號決議、以及在台灣周邊持續不斷的軍事挑釁」新會期的首個決議。